# Proceratium snellingi
Proceratium snellingi is een mierensoort uit de onderfamilie van de Proceratiinae. De wetenschappelijke naam van de soort is voor het eerst geldig gepubliceerd in 2003 door Baroni Urbani & De Andrade.